# Cinestesia
La cinestesia, kinestesia o quinestesia es la rama de la ciencia que estudia el movimiento humano. Se puede percibir en el esquema corporal, el equilibrio, el espacio y el tiempo. Proviene del griego κίνησις /kínesis/, ‘movimiento’, y αἴσθησις /aísthesis/, ‘sensación’. Es decir, etimológicamente, “sensación o percepción del movimiento” es el nombre de las sensaciones nacidas de la lógica sensorial que se trasmiten continuamente desde todos los puntos del cuerpo al centro nervioso de las aferencias sensoras.
Abarca dos tipos de sensibilidad: la visceral o “interoceptiva” y la postural o “propioceptiva” , cuyo asiento periférico está situado en las articulaciones y los músculos (fuentes de sensaciones kinestésicas) y cuya función consiste en regular el equilibrio y las sinergias (las acciones voluntarias coordinadas) necesarias para cualquier desplazamiento del cuerpo.
En medicina y psicología, esta palabra alude a la sensación que un individuo tiene de su cuerpo. En especial, de los movimientos que este realiza; sensación principalmente facilitada por los propioceptores; por ejemplo, los ubicados en la cóclea del oído interno, y la percepción de la movilidad muscular.
Aunque la cinestesia mantiene grandes nexos con la cenestesia, conviene evitar confundir ambos términos.
Iris Halminton afirma que:

Cuando prestas atención interna a tu cuerpo en movimiento, obtienes una información personalizada e individualizada. Los bailarines deben adquirir esta información porque usan sus cuerpos para comunicarse, y cuanto mejor comprendan sus propios sentimientos y sensaciones, mayor será su capacidad de expresión.

Los receptores sensitivos situados en los músculos, tendones y piel nos proporcionan variedad de información.
A Si que se demuestran sentimientos del humano.